# Varm korv boogie
Varm korv boogie är en sång skriven och komponerad av Owe Thörnqvist. Owe Thörnqvists låt om korvgubben på Fyristorg i Uppsala och brukare betecknas som en av de tidigare svenska rocklåtarna.
Owe Thörnqvist spelade in låten på singel, utgiven år 1959 med med Svartbäckens ros som A-sida. Samma år låg den även som andra spår på EP-skivan "Svartbäckens ros".
1959 spelade han även in den på norska som Varm pølse boogie, på singel med Gun fra Haugesund (Gun från Dragarbrunn).
Med Owe Thörnqvist finns den också på livealbumet Owe Thörnqvist live 1986.
Låten blev en omedelbar succé och är en av Thörnqvists mest älskade låtar. Den finns ofta med i de svenska skolornas sångböcker och är flitigt förekommande i allsångssammanhang.

## Senare inspelningar
| Akt                                      | Årtal                                                                |
| ---------------------------------------- | -------------------------------------------------------------------- |
| Trio me' Bumba                           | Singeln Varm korv boogie 1973                                        |
| Family Four                              | Singeln Varm korv boogie 1973 samt albumet Kalla't va' du vill 1974  |
| Four Seven                               | Singeln Tiotusen röda rosor 1974                                     |
| Berth Idoffs                             | Albumet Sjung, le och dansa 1975                                     |
| Lill-Bengths                             | Albumet Varm korv boogie 1979                                        |
| Ann Persson                              | Albumet Sverigebesöket 1981                                          |
| Wästlaget                                | Albumet Countrykul 1982                                              |
| Liljedahls                               | Albumet Liljedahls på Björkgården 1984                               |
| Rock-Olga                                | Samlingsalbumet Rock-Olga 1958-1988 1989                             |
| Blue Steam, Gert-Johanz, Anders Ericsson | Albumet En samling med Blue Steam, Gert-Johanz, Anders Ericsson 2005 |
| Thorleifs                                | Albumet Sweet Kissin' in the Moonlight: Den första kyssen 2009       |